# Türkisch für Anfänger
Türkisch für Anfänger è un film del 2012 scritto e diretto da Bora Dağtekin, tratta dalla serie televisiva Kebab for Breakfast.

## Trama
La storia racconta della famiglia allargata, costituita da tedeschi e turchi che va a fare una vacanza. Tra le due famiglie ci sono numerosi problemi, per le troppe diversità di tradizioni. E dopo varie peripezie i due protagonisti Lena e Cem si innamoreranno.

## Accoglienza
Il film è stato proiettato per la prima volta in Germania il 15 marzo 2012.